# 杉山悟
杉山悟（1926年1月1日—2009年3月27日）為日本的棒球選手，出生於愛知縣豊田市。他曾效力於日本職棒近鐵野牛等隊伍，於1960年退休，生涯通算209支全壘打。